# Issa Serge Coelo
Issa Serge Coelo és un director de cinema txadià nascut el 1967 a Biltine (Txad).

## Biografia
Issa Serge Coelo va estudiar a N'Djaména i Bamako. Després va anar a París per estudiar història a la Universitat de París I Tolbiac. Després va canviar de direcció i va fer un màster de cinema a l'escola superior de producció audiovisual. Després dels estudis, primer va treballar com a operador de càmera i després va passar a la direcció.
El seu primer curtmetratge de ficció, Un taxi pour Aouzou, fou dirigit l'any 1994 en el moment de l'alliberament de la franja d'Aouzou. El cineasta pinta un retrat de N'Djamena, la capital del Txad, contusa pels anys de la guerra civil. Fou nominada en 1997 a un Premi César en la categoria de millor curtmetratge de ficció. Va aparèixer en el documental de 1999 Bye Bye Africa del director txadià Mahamat-Saleh Haroun.
Va dirigir el seu primer llargmetratge l'any 2001, Daresalam. En aquesta pel·lícula, Issa Serge Coelo explica la història de dos germans durant la guerra del Txad.
Paral·lelament a la seva carrera com a director, Issa Serge Coelo va produir diverses pel·lícules de cineastes africans amb la seva companyia, Parenthèse Films : "Nous ne sommes plus morts" de François Woukoache, "Bouzié" de Jacques Trabi i "Little John" de Cheick Fantamady Camara. Issa Serge Coelo ha produït més de deu obres (documentals i ficció). Ha estat jurat diverses vegades en festivals internacionals, és membre de l'African Guild i de productors africans i de l'Acadèmia d'Arts i Tècniques de Cinema Francès. Des de 2011, és el director de cinema Le Normandie, un cinema amb 600 butaques, construït el 1949, que segueix sent l'únic cinema del Txad.

## Filmografia
- 1994 : Un taxi pour Aouzou, docuficció, 22 min, 35 mm, color
- 1995 : Dans les sables de Bourème, documental, 26 min, vídeo, color
- 1998 : L'auberge du Sahel, documental, 52 min, vídeo, color
- 2000 : Daresalam
- 2003 : Maiguida, documental codirigit amb Claude Arditi, 52 min, vídeo, color
- 2006 : Tartina City, docuficció, 88 min, 35 mm, color, en competició al Fespaco 2007